# Harris (Kansas)
Harris – jednostka osadnicza w USA, w stanie Kansas, w hrabstwie Anderson.